# Jacksboro, Tennessee
Jacksboro är administrativ huvudort i Campbell County i Tennessee. Vid 2020 års folkräkning hade Jacksboro 2 306 invånare.

## Kända personer från Jacksboro
- John Jennings, politiker